# Stapelia schinzii
Stapelia schinzii är en oleanderväxtart som beskrevs av Ernst Friedrich Berger och Schltr.. Stapelia schinzii ingår i släktet Stapelia och familjen oleanderväxter.

## Underarter
Arten delas in i följande underarter:
- S. s. angolensis
- S. s. bergeriana